# Kiara Muhammad
Kiara Marquez es una niña actriz y cantante estadounidense. Tal vez su celebridad se deba sobre todo a su actuación en la serie televisiva animada Doc McStuffins como la voz de Doc McStuffins.

## Carrera
Su papel en Doc McStuffins ha recibido elogio crítico, especialmente de la parte de médicos afroestadounidenses. La serie de televisión es ahora la más popular para niñas de edad 3–5.

## Vida personal
Kiara nació el 16 de diciembre de 1998, en Boston, Massachusetts. En una edad joven, Kiara empezó su carrera por aparecer en photoshoots para Reebok.

## Filmografía
| Película   | Película                                                  | Película                         | Película                                                                 |
| Año        | Película                                                  | Función                          | Notas                                                                    |
| ---------- | --------------------------------------------------------- | -------------------------------- | ------------------------------------------------------------------------ |
| 2007       | Life Support (Soporte Vital)                              | Estudiante                       | Sin crédito                                                              |
| 2009       | Steps (Pasos)                                             | Jane                             | Cortometraje                                                             |
| 2010       | Den Brother (Hermano Abeja)                               | Ursula                           |                                                                          |
| 2011       | Billion Dollar Freshmen (Novatos de Mil millones Dólares) | Keshia                           |                                                                          |
| 2011       | David Goldberg                                            | Paula                            | Cortometraje                                                             |
| 2011       | I Will Follow (Seguiré)                                   | Ronda                            |                                                                          |
| 2012       | Me Again (Yo Otra Vez)                                    | Darla                            |                                                                          |
| Televisivo |                                                           |                                  |                                                                          |
| Año        | Título                                                    | Función                          | Notas                                                                    |
| 2010       | Hannah Montana                                            | Krystal                          | Episodio: "Casa Dulce Hannah Montana"                                    |
| 2010       | Mike & Molly                                              | Kanessa Jones                    | 3 capítulos                                                              |
| 2010-2011  | Conan                                                     | Knockoff Xmas Caroler/Poca Chica | 2 capítulos                                                              |
| 2011       | Curb Vuestro Entusiasmo                                   | Chica Scout #1                   | Capítulo: "El Divorcio"                                                  |
| 2012-      | Doc McStuffins                                            | Doc McStuffins                   | Función principal                                                        |
| 2012       | NCIS                                                      | Kayla Vance                      | Capítulo: - "El ahijado" - "Shiva" - "De ahora en adelante" - "Homesick" |
| 2012       | Hart of Dixie                                             | Young Estudiante                 | Capítulo: "Alias & de Alienígenas"                                       |
| 2014       | Agente Especial Oso                                       | Doc McStuffins                   |                                                                          |
| 2015–2016  | Sofia the First                                           | Princesa Kari                    |                                                                          |